# Мориарти, Эрин
Э́рин Эле́р Мориа́рти (англ. Erin Elair Moriarty, род. 24 июня 1994, Нью-Йорк, Нью-Йорк) — американская актриса. Получила известность после исполнения роли Энни Дженьюэри / Старлайт в сериале Amazon Prime Video «Пацаны», основанном на одноимённой серии комиксов.

## Ранняя жизнь
Мориарти родилась 24 июня 1994 года в Нью-Йорке. Окончив школу, она отложила учёбу в колледже, чтобы посвятить себя актёрской карьере.

## Карьера
Мориарти начала актёрскую карьеру в возрасте 11 лет, когда исполнила роль Энни, в одноимённом мюзикле, в 2005 году. Дебют на телеэкранах состоялся лишь в 2010 году, в мыльной опере «Одна жизнь, чтобы жить» где актриса исполняла второстепенную роль на протяжении 6 эпизодов. В 2011 появилась в эпизодической роли телесериала «Закон и порядок: Специальный корпус». В 2012 году исполнила роль в кинокомедии «Дружинники». В 2013 году исполнила главную роль в телесериале «Красная вдова», а также небольшие роли в драме «Короли лета», а также научно-фантастическом триллере «Философы. Урок выживания». В 2014 появилась в трёх эпизодах телесериала «Настоящий детектив». В 2015 появилась в главной роли первого сезона телесериала «Джессика Джонс».
В 2016 году за роль в комедийной драме «Капитан Фантастик», получила две общие номинации за «лучший ансамбль». Также в том же году появилась в главной роли в короткометражном фильме «Секстант», полнометражном боевике «Кровный отец» и фильме ужасов «Внутри». В 2017 появилась в качестве камео в фильме «Конг: Остров черепа», а также телефильме «Разногласия» и эпизоде телесериала «Постельные разговоры». В 2018 появилась в фильмах «Сезон чудес», «Тачка на миллион», «Вечеринка монстров» и «Невероятные приключения факира». В 2019 году исполнила главную роль в фильме «Берсерк» и короткометражном фильме «Знаменитый сосед», а также присоединилась к актёрскому составу телесериала «Пацаны». В 2023 году исполнила главную роль в драматическом фильме «Улавливающий пыль», а также повторила роль Энни Дженьюэри / Старлайт из телесериала «Пацаны» в компьютерной игре «Call of Duty: Modern Warfare II». В ноябре 2023 года было объявлено об участии в фильме ужасов «Настоящие призраки», дата выхода которого неизвестна. В 2025 году появилась в камео в телесериале «Киностудия».

## Личная жизнь
Мориарти стала объектом троллинга в связи с её ролью в телесериале «Пацаны». В январе 2024 года она объявила о том что покидает Instagram, по причине обвинений в пластической хирургии со стороны ведущей Fox News Мегин Келли. Позже Мориарти вернулась в Instagram, поблагодарив фанатов за поддержку.
В мае 2025 года призналась что у неё был диагностирован болезнь Грейвса.

## Фильмография
| Год          |     | Русское название                    | Оригинальное название                  | Роль                      |
| ------------ | --- | ----------------------------------- | -------------------------------------- | ------------------------- |
| 2010         | с   | Одна жизнь, чтобы жить              | One Life to Live                       | Уитни Беннетт             |
| 2011         | с   | Закон и порядок: Специальный корпус | Law & Order: Special Victims Unit      | Дрю                       |
| 2012         | ф   | Дружинники                          | The Watch                              | Челси Маккалистер         |
| 2013         | ф   | Короли лета                         | The Kings of Summer                    | Келли                     |
| 2013         | с   | Красная вдова                       | Red Widow                              | Натали Уэлрэйвин          |
| 2013         | ф   | Философы. Урок выживания            | The Philosophers                       | Вивиан                    |
| 2014         | с   | Настоящий детектив                  | True Detective                         | Одри Харт                 |
| 2015         | с   | Джессика Джонс                      | Jessica Jones                          | Хоуп Шлоттман             |
| 2016         | ф   | Капитан Фантастик                   | Captain Fantastic                      | Клэр                      |
| 2016         | кор | Секстант                            | Sextant                                | девушка                   |
| 2016         | ф   | Кровный отец                        | Blood Father                           | Лидия                     |
| 2016         | ф   | Внутри                              | Crawlspace                             | Ханна Александер          |
| 2017         | ф   | Конг: Остров черепа                 | Kong: Skull Island                     | камео                     |
| 2017         | тф  | Разногласия                         | Controversy                            | Кэсси Салливан            |
| 2017         | с   | Постельные разговоры                | Pillow Talk                            | Отем                      |
| 2018         | ф   | Сезон чудес                         | The Miracle Season                     | Келли Флихлер             |
| 2018         | ф   | Тачка на миллион                    | Driven                                 | Кэти Коннорс              |
| 2018         | ф   | Вечеринка монстров                  | Monster Party                          | Алексис Доусон            |
| 2018         | ф   | Невероятные приключения факира      | The Extraordinary Journey of the Fakir | Мари Ривьера              |
| 2019 — н. в. | с   | Пацаны                              | The Boys                               | Энни Дженьюэри / Старлайт |
| 2019         | ф   | Берсерк                             | Berserk                                | агент Эвана               |
| 2019         | кор | Знаменитый сосед                    | Famous Adjacent                        | Эрин                      |
| 2023         | ф   | Улавливающий пыль                   | Catching Dust                          | Джина                     |
| 2023         | ки  |                                     | Call of Duty: Modern Warfare II        | Энни Дженьюэри / Старлайт |
| 2025         | с   | Киностудия                          | The Studio                             | камео                     |
|              | ф   | Настоящие призраки                  | True Haunting                          | Марша Беккер              |

### Музыкальные клипы
| Год  | Песня                        | Исполнитель                  | Примечания |
| ---- | ---------------------------- | ---------------------------- | ---------- |
| 2018 | Have You Ever Seen the Rain? | Creedence Clearwater Revival | [ 43 ]     |

### Подкасты
| Год         | Название | Роль            | Примечания |
| ----------- | -------- | --------------- | ---------- |
| 2020 — 2021 | From Now | медсестра Хелен | [ 44 ]     |
| 2021        | Dust     | Эми Лэнган      | [ 45 ]     |

## Награды и номинации
| Год  | Награда                          | Категория                                                            | Номинация за      | Результат | Примечания |
| ---- | -------------------------------- | -------------------------------------------------------------------- | ----------------- | --------- | ---------- |
| 2017 | CinEuphoria Awards               | Лучший ансамбль                                                      | Капитан Фантастик | Номинация | [ 46 ]     |
| 2017 | Премия «Гильдии киноактёров США» | Выдающаяся работа актеров в игровом кино                             | Капитан Фантастик | Номинация | [ 47 ]     |
| 2019 | Кинопремия IGN                   | Лучший актёрский состав на телевидение                               | Пацаны            | Номинация | [ 48 ]     |
| 2020 | Кинопремия IGN                   | Лучший актёрский состав на телевидение                               | Пацаны            | Номинация | [ 49 ]     |
| 2021 | Кинонаграды MTV                  | Лучший бой                                                           | Пацаны            | Номинация | [ 50 ]     |
| 2021 | Премия «Сатурн»                  | Лучшая молодая актриса в телесериале                                 | Пацаны            | Номинация | [ 51 ]     |
| 2022 | Премия «Сатурн»                  | Лучшая женская роль в потоковом телесериале                          | Пацаны            | Номинация | [ 52 ]     |
| 2023 | Суперпремия «Выбор критиков»     | Лучшая актриса в супергеройском сериале, мини-сериале или телефильме | Пацаны            | Номинация | [ 53 ]     |
| 2024 | Телевизионная премия «Astra»     | Лучшая женская роль в драматическом сериале                          | Пацаны            | Номинация | [ 54 ]     |
| 2025 | Суперпремия «Выбор критиков»     | Лучшая актриса в супергеройском сериале, мини-сериале или телефильме | Пацаны            | Номинация | [ 55 ]     |